# Cryptocarya krameri
Cryptocarya krameri là loài thực vật có hoa trong họ Nguyệt quế. Loài này được van der Werff mô tả khoa học đầu tiên năm 2008.